# Schloss Klein-Katz

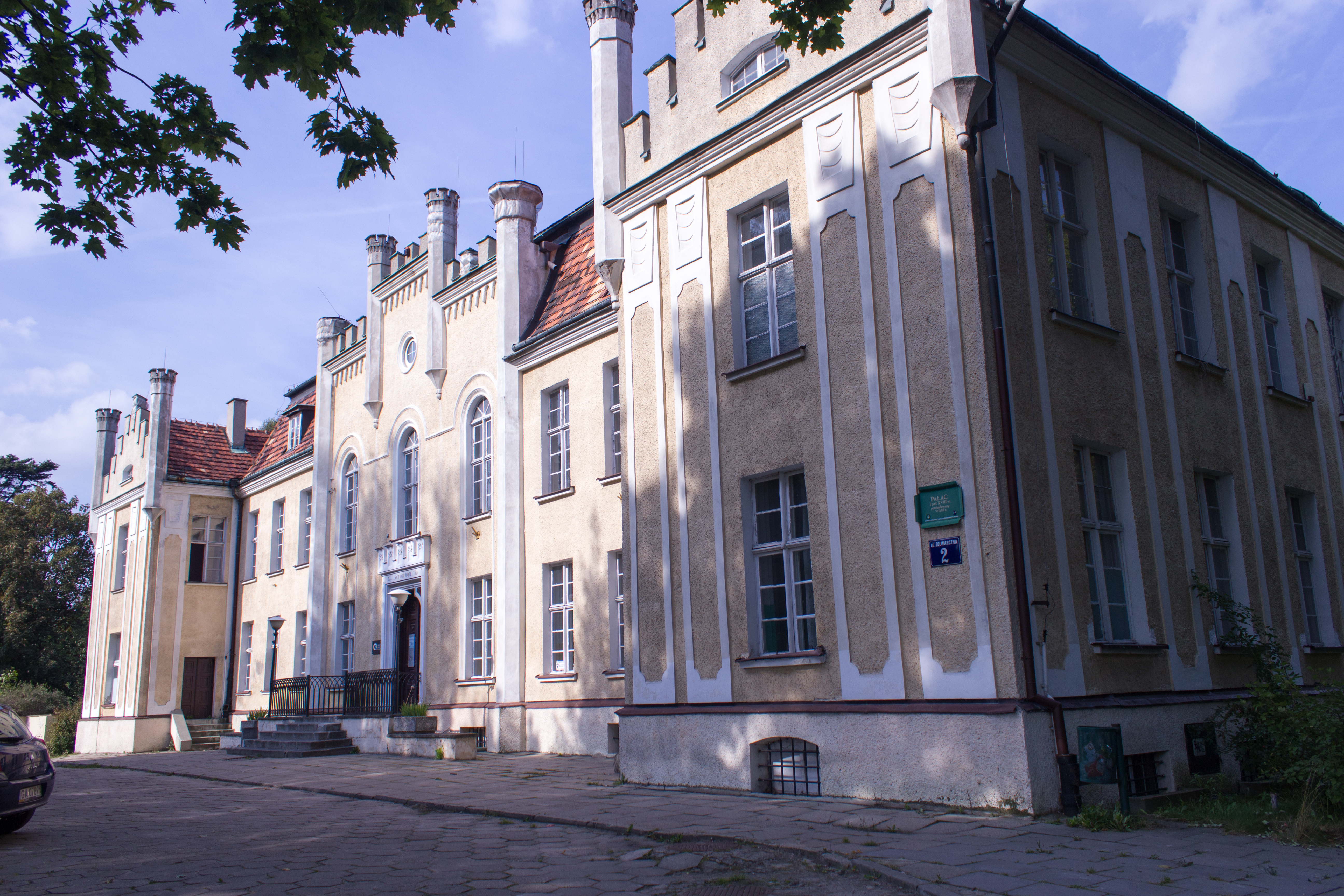
Herrenhaus Klein-Katz

Das Schloss Klein-Katz (polnisch Zespół dworsko-parkowy w Małym Kacku) ist ein Schloss im Gdingener Vorort Mały Kack (Klein-Katz) der polnischen Woiwodschaft Pommern auf einer Anhöhe nicht weit von der Küste entfernt.

## Geschichte

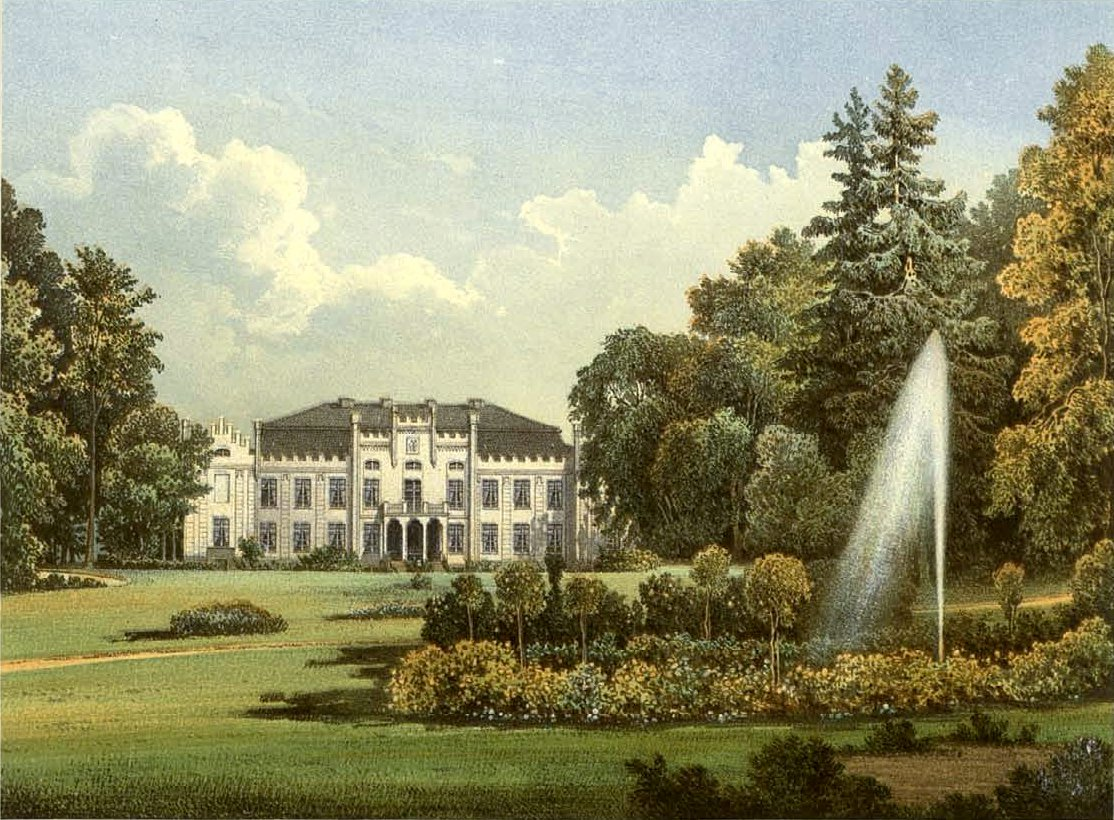
Sammlung Alexander Duncker, um 1860/61

Im Jahre 1363 verlieh der Danziger Komtur Giesebrecht von Dudelsheim den Ort an Peter von der Katze, in dessen Familie der Ort mindestens bis 1578 blieb. Zwischen 1585 und 1687 waren die von Rosenberg aus Danzig Besitzer, dann ab 1730 Bogislaus von Krockow. Um 1741 erhielt das Herrenhaus die beiden vorspringenden Flügel.
Nach 1800 gehörte Klein-Katz Karl Michael von Groddeck, bis es in Besitz von Wilhelm von Brauchitsch kam, der das Herrenhaus neugotisch umgestalten ließ. Die Witwe seines Sohnes Karl (1851–1893), Franziska, geborene von Tiedemann-Brandis, lebte dann mit ihrem zweiten Mann Oskar von Parpart auf Schloss Klein Katz. Er war vormals Zögling der Ritterakademie Brandenburg gewesen und schlug eine Militärkarriere ein. Er wurde später Regimentskommandeur und Oberst im Ruhestand.